# Due (Russie)
Pour les articles homonymes, voir Due.
Due ([dwɛ], russe : Дуэ, prononcé Douai comme la ville française) est un village de Russie dans l'oblast de Sakhaline.

## Histoire
Il s'agit d'un ancien poste militaire fondé en 1852. Il s'est d'abord appelé Sakhalinski post (Poste de Sakhaline), puis le nom de Cap de Due lui a été donné par Jean-François de La Pérouse, en l'honneur de la ville de Douai, située dans le nord de la France.

## Population
Recensements (*) ou estimations de la population
| 1939* | 1959* | 1970* | 1979* |
| ----- | ----- | ----- | ----- |
| 1 832 | 3 413 | 2 305 | 525   |

| 1989* | 2002* | 2004 | 2010* |
| ----- | ----- | ---- | ----- |
| 411   | 207   | 200  | 112   |

| 2013 | - | - | - |
| ---- | - | - | - |
| 89   | - | - | - |